# Iossif Vassilievitch Loutkovski
Iossif Vassilievitch Loutkovski (en russe Иосиф Васильевич Лутковский ; né en 1814 et décédé en 1891) était un homme politique russe, il fut conseiller secret, vice-gouverneur de Saint-Pétersbourg de 1871 à 1873 et gouverneur civil de Saint-Pétersbourg du 9 mai 1871 au 30 mars 1873.

## Biographie
Iossif Vassilievitch Loutkovski étudia au Grand Collège d'ingénierie de Saint-Pétersbourg, il en sortit diplômé en 1832. Ses études terminées il entra dans l'armée (1832) qu'il quitta en 1848. En 1851, il occupa un poste de fonctionnaire au ministère de la Cour impériale (créé en 1826 il eut à charge la gestion des théâtres impériaux, l'Académie impériale des arts, etc.). De 1868 à 1871, il remplit les fonctions de vice-gouverneur de Saint-Pétersbourg. Le 9 mai 1871, Alexandre II de Russie le nomma au poste de gouverneur civil de Saint-Pétersbourg, fonction qu'il occupa jusqu'au 30 mars 1873. 
Sous son gouvernement, Saint-Pétersbourg vit l'ouverture de quarante établissements scolaires primaires et secondaires, des hôpitaux et une école pour non-voyants ouvrirent leurs portes. À Gatchina, un orphelinat et une maison de soins furent fondés afin de venir en aide aux malades chroniques. En 1885, les travaux de l'Académie de médecine d'enseignement supérieur fondée par la grande-duchesse Helena Pavlovna de Russie débutèrent (de nos jours elle porte le nom d'Académie médicale de formation post-doctorale).
Beau-frère du célèbre navigateur et amiral Vassili Golovnine.